# 콜롬비아의 재외공관 목록

콜롬비아의 재외공관

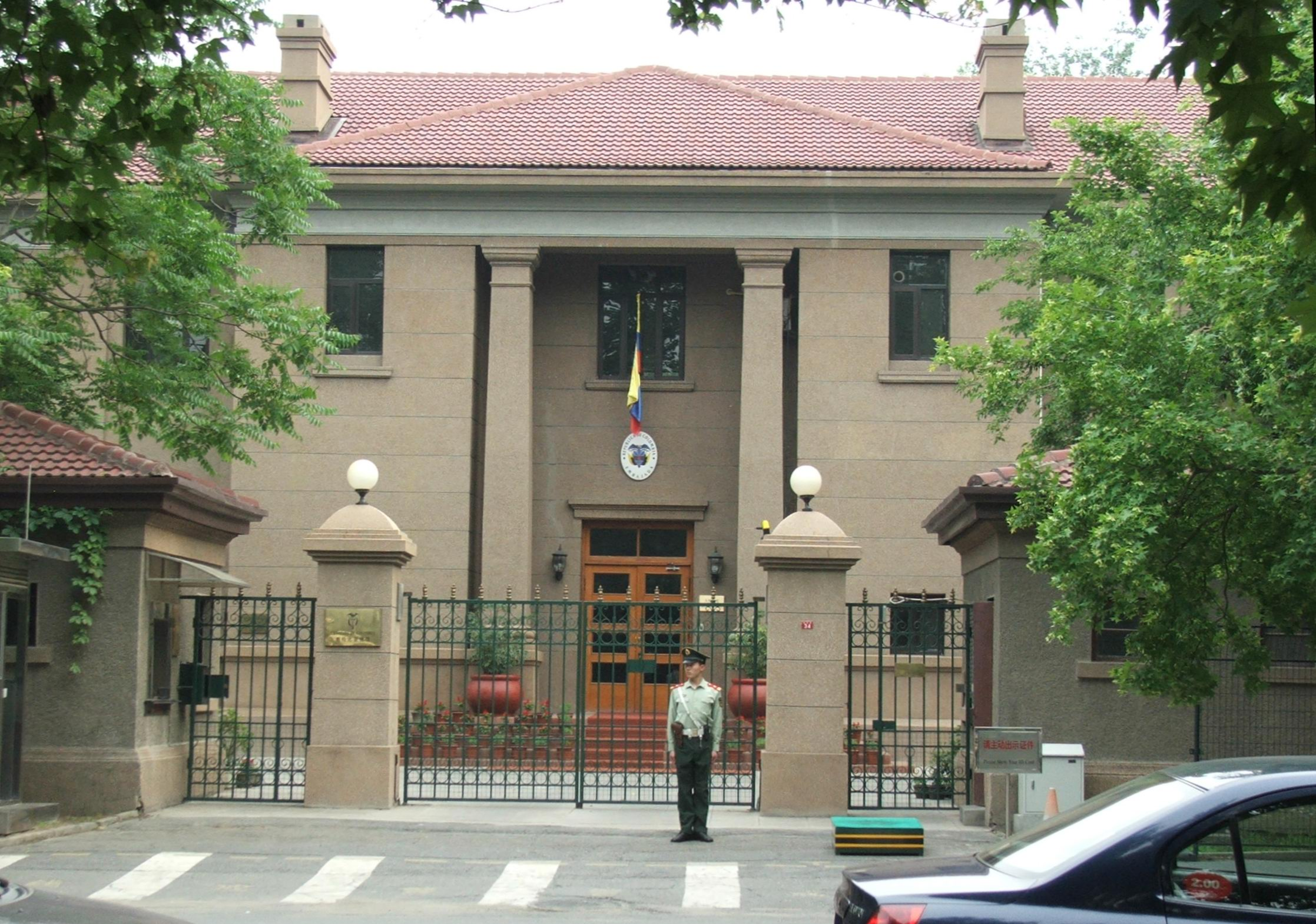
베이징 주재 콜롬비아 대사관

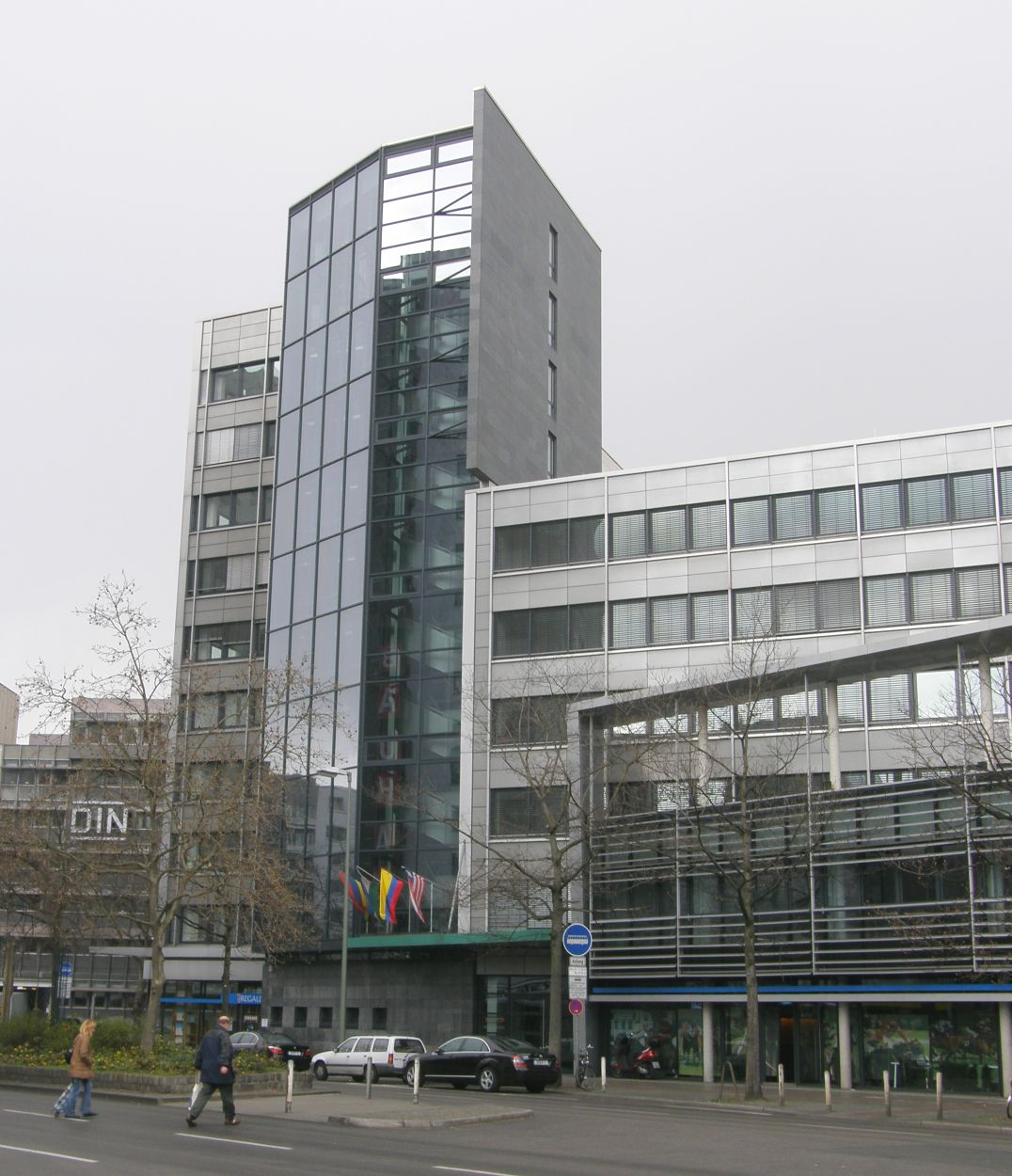
베를린 주재 콜롬비아 대사관

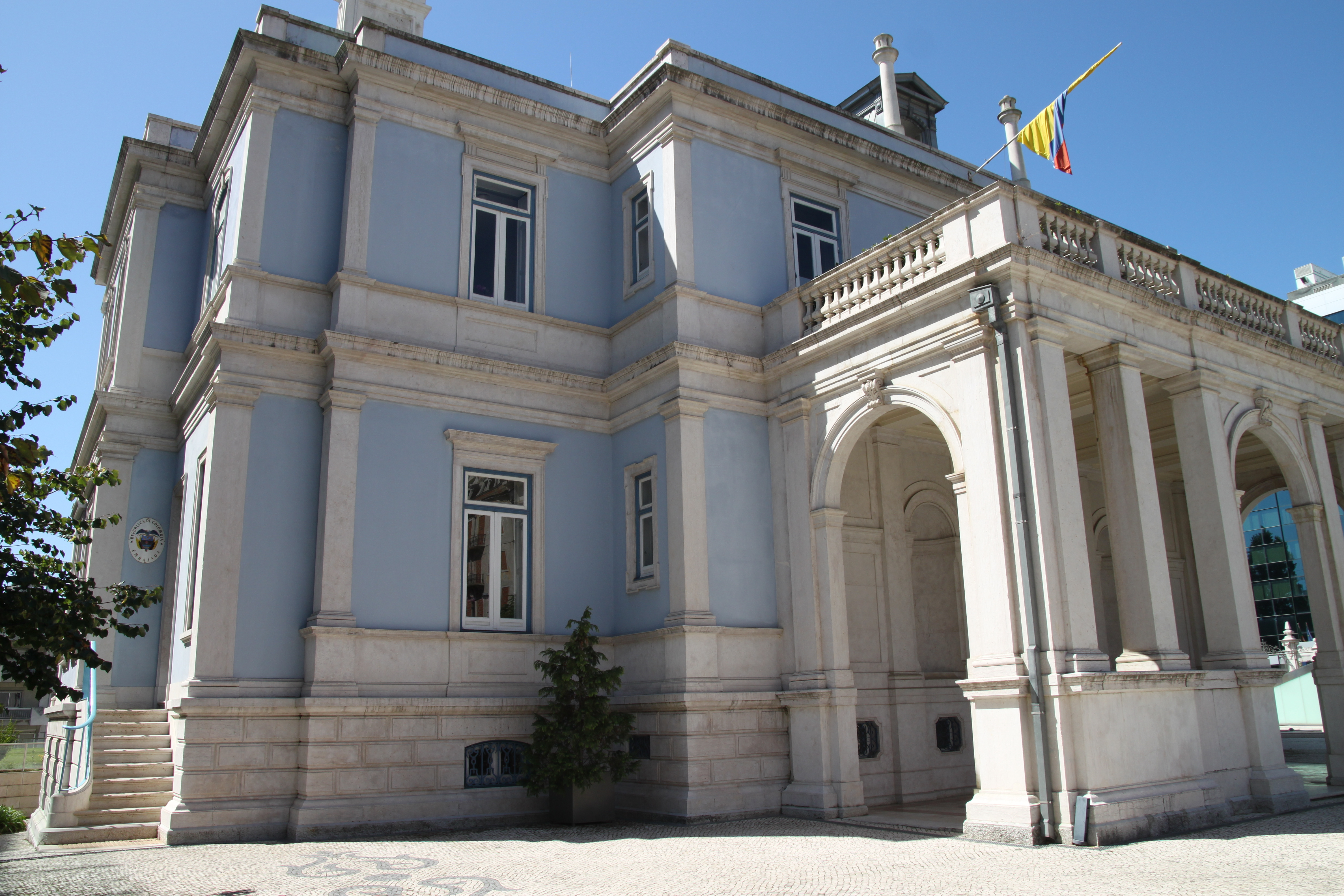
리스본 주재 콜롬비아 대사관

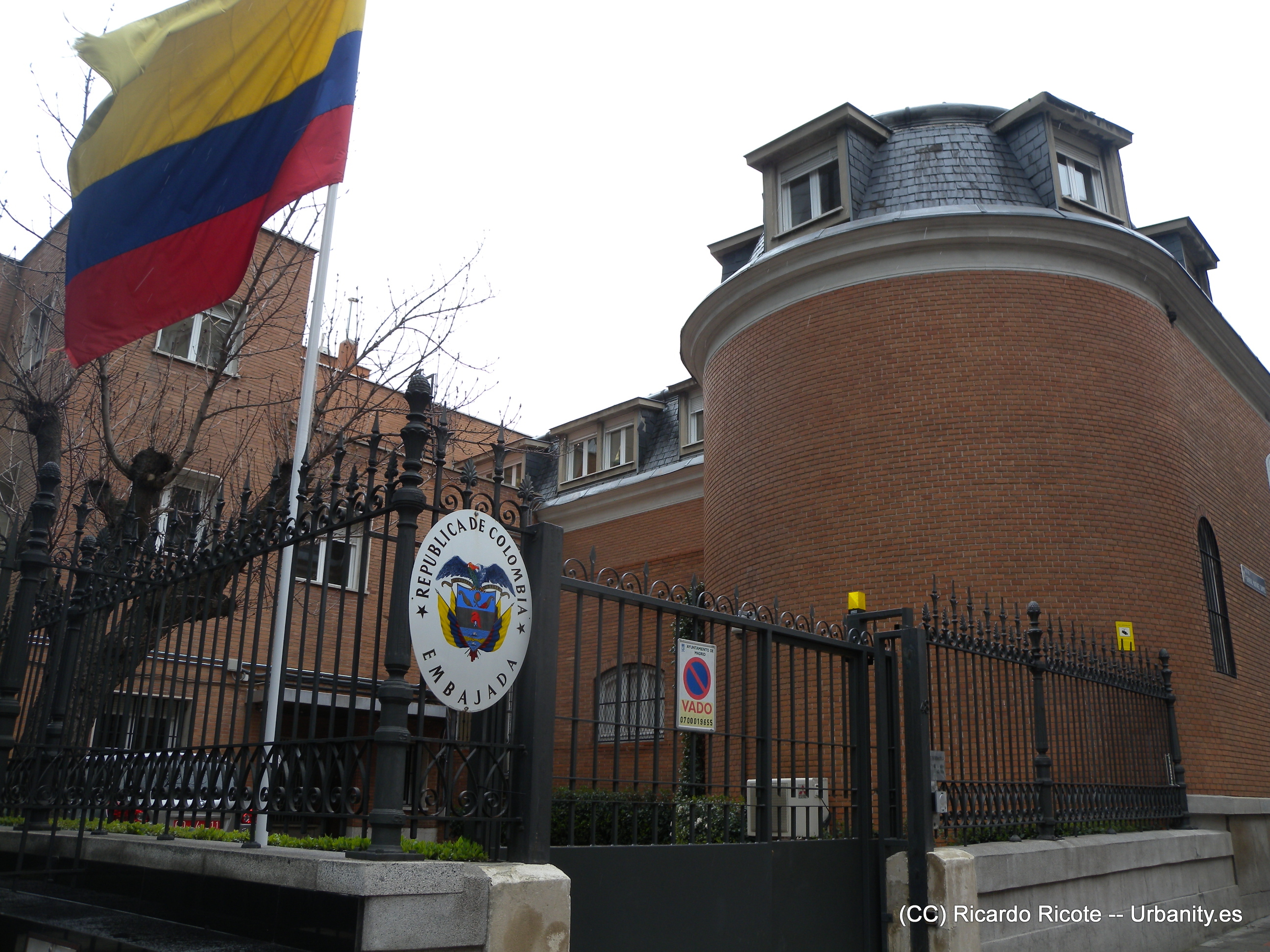
마드리드 주재 콜롬비아 대사관

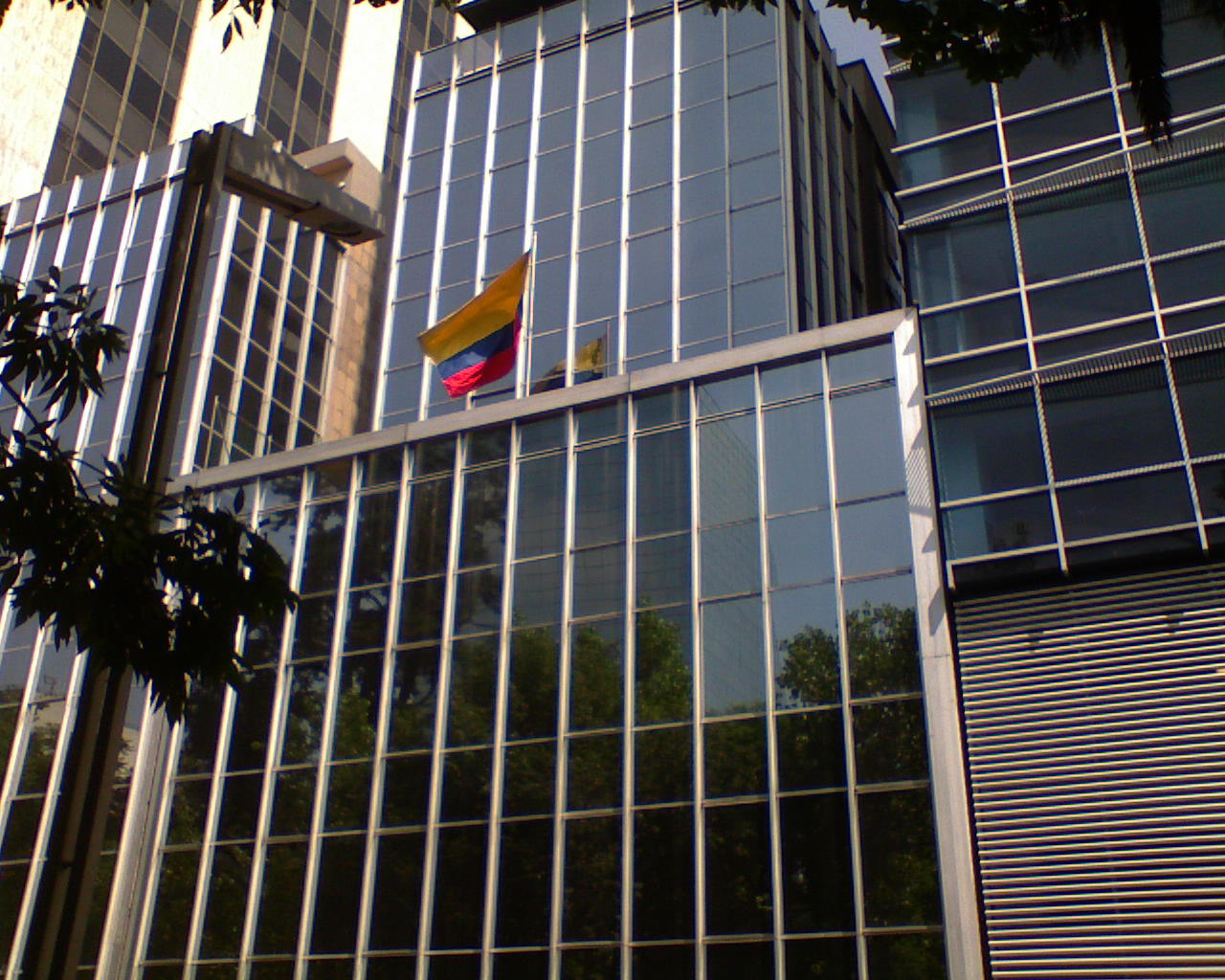
멕시코시티 주재 콜롬비아 대사관

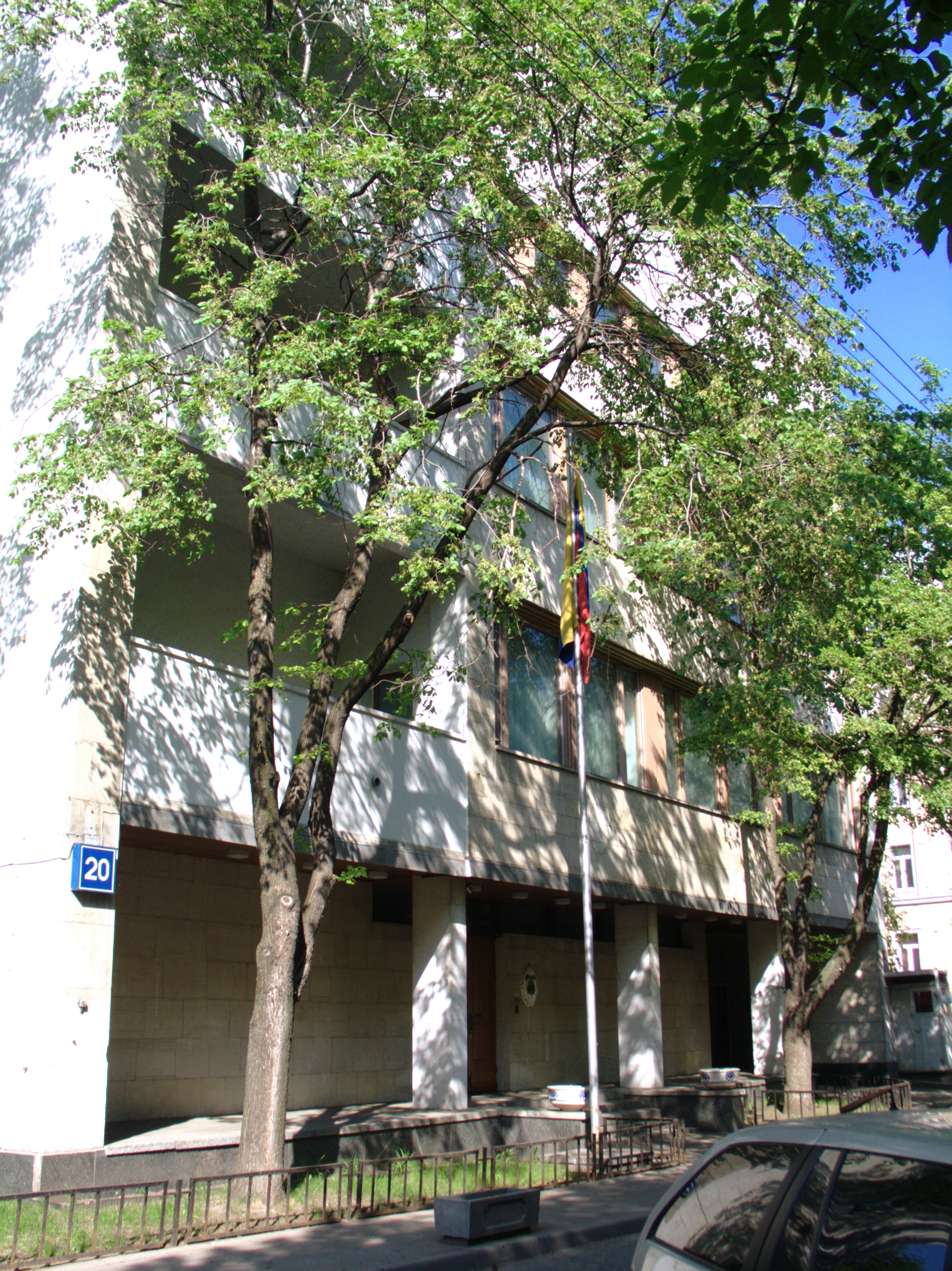
모스크바 주재 콜롬비아 대사관

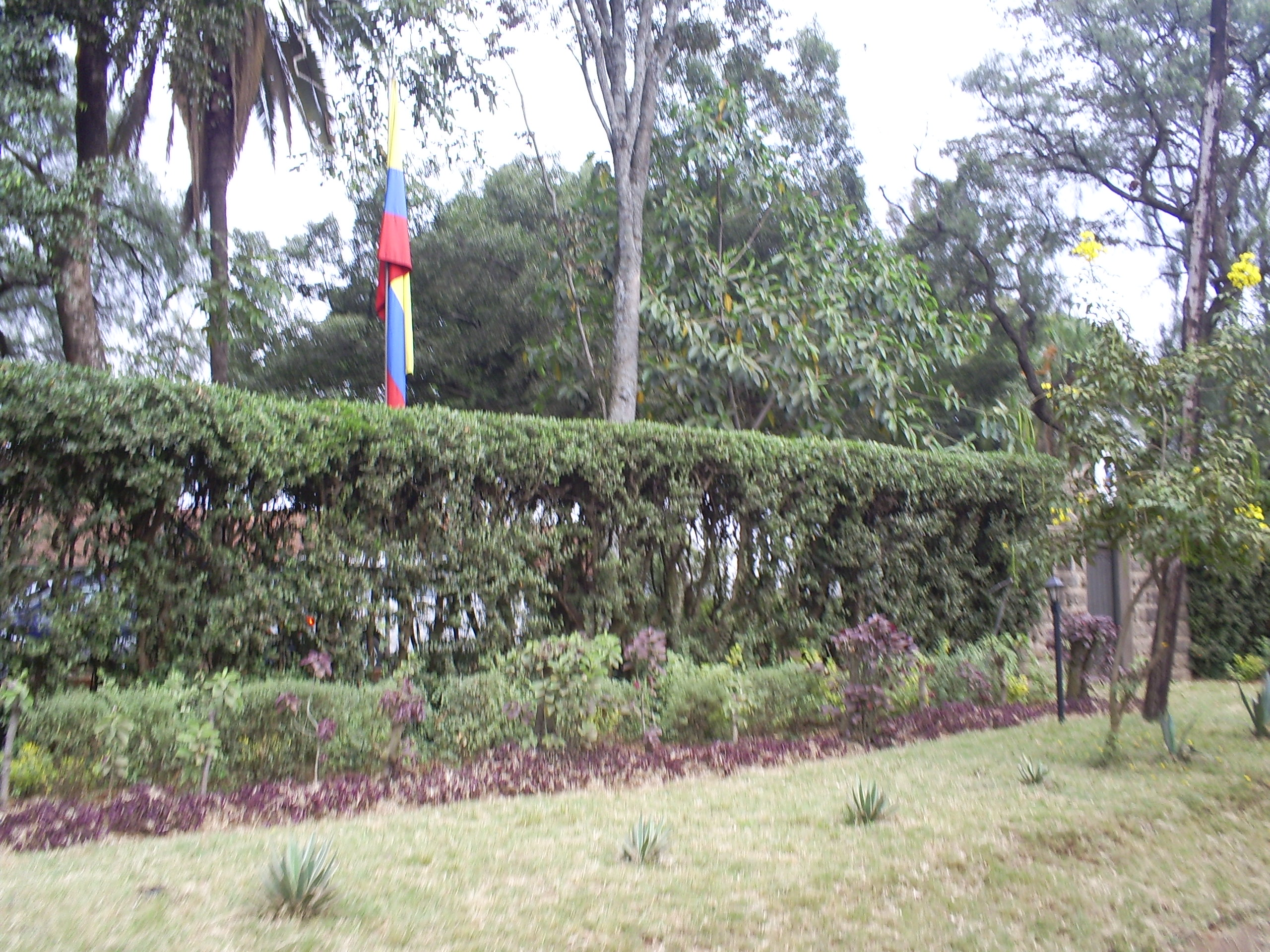
나이로비 주재 콜롬비아 대사관

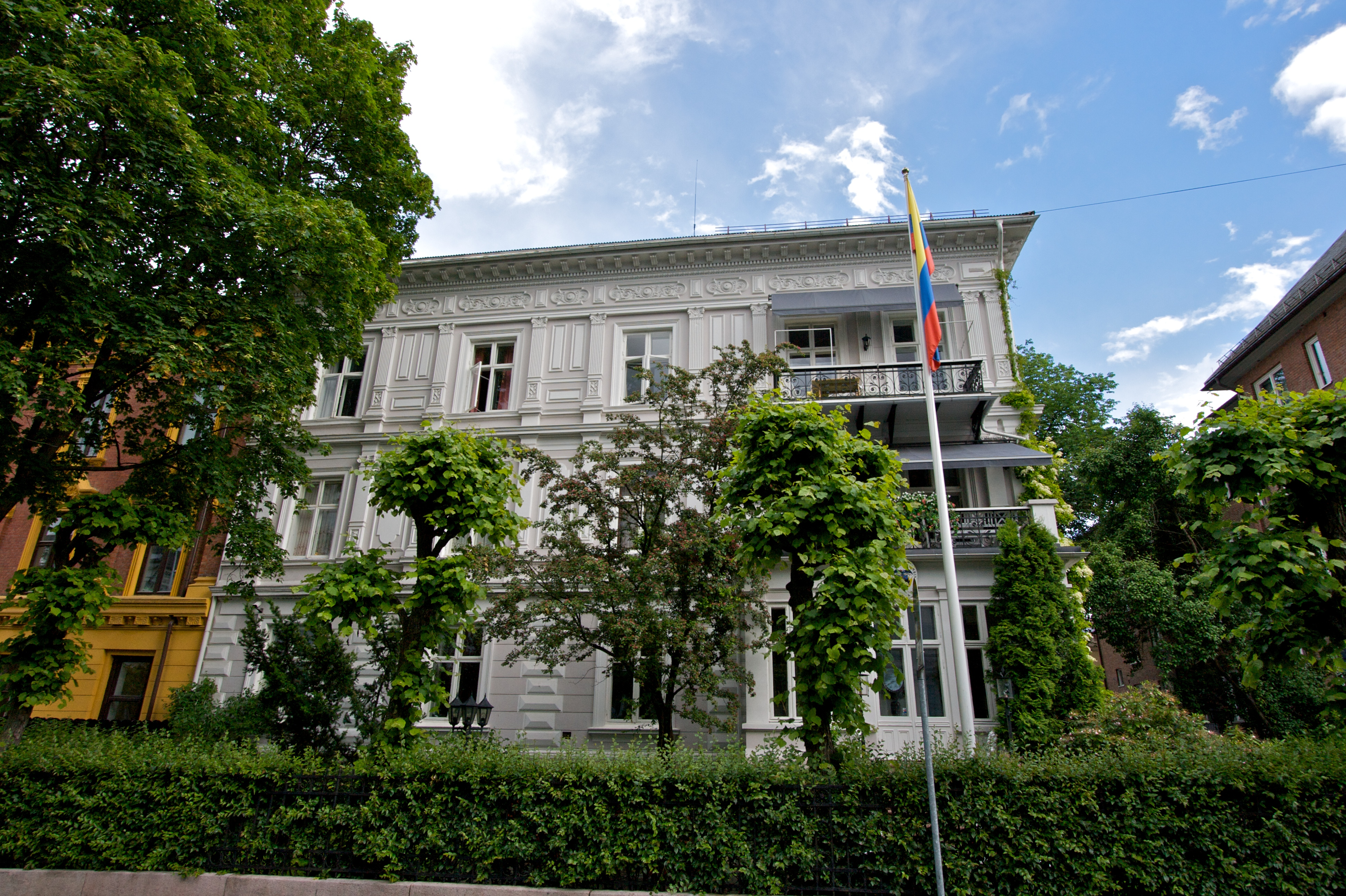
오슬로 주재 콜롬비아 대사관

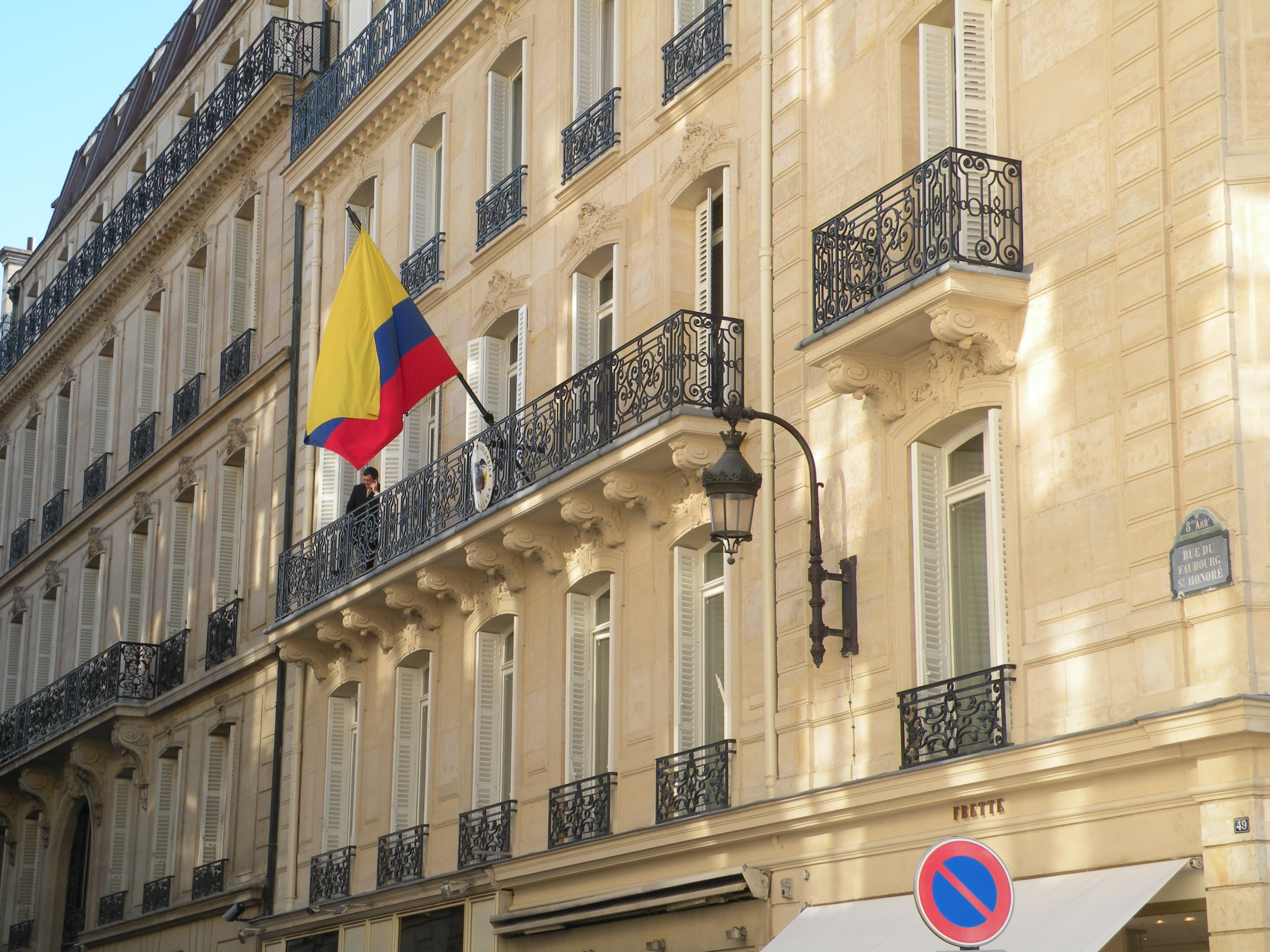
파리 주재 콜롬비아 대사관

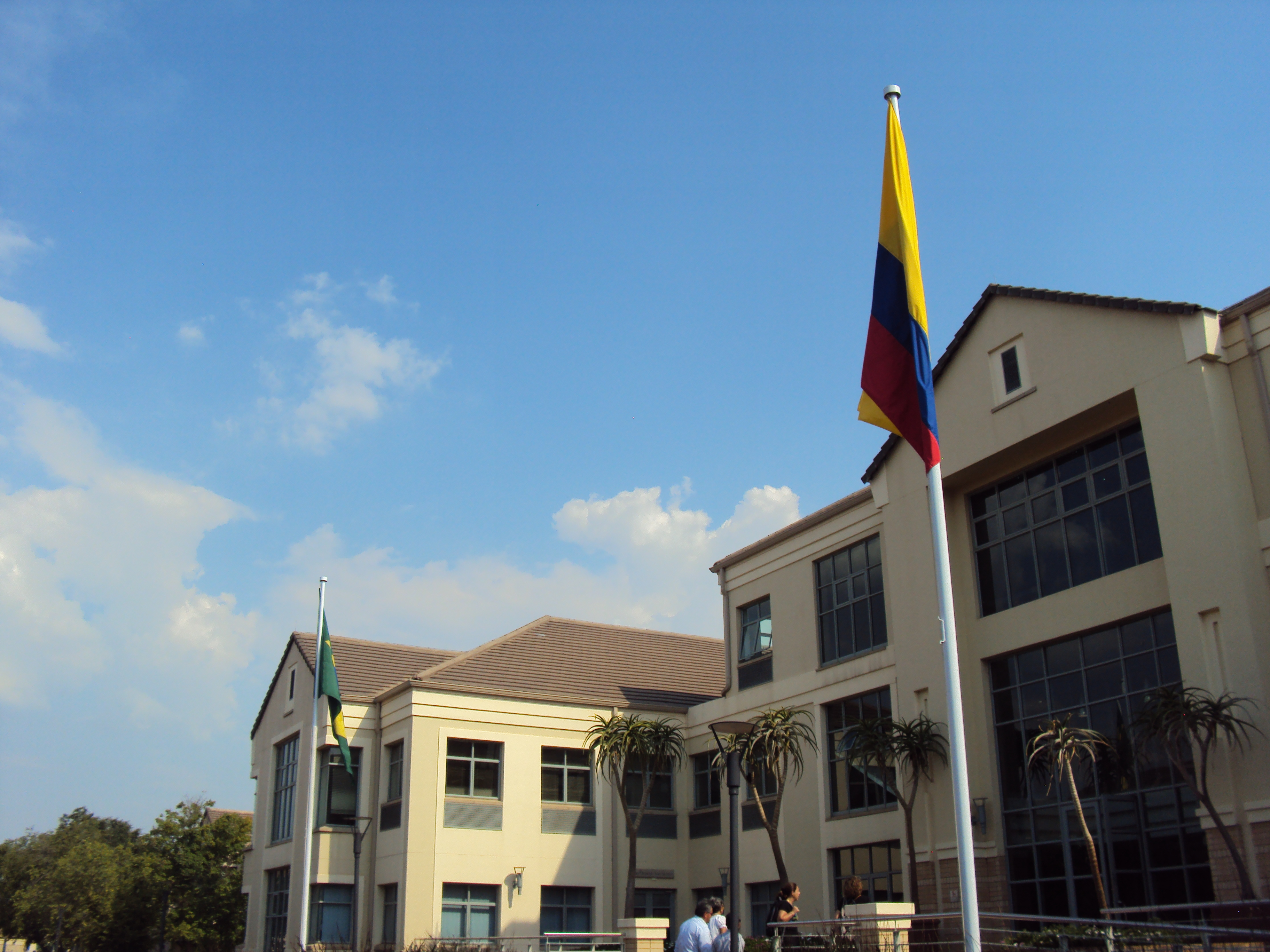
프리토리아 주재 콜롬비아 대사관

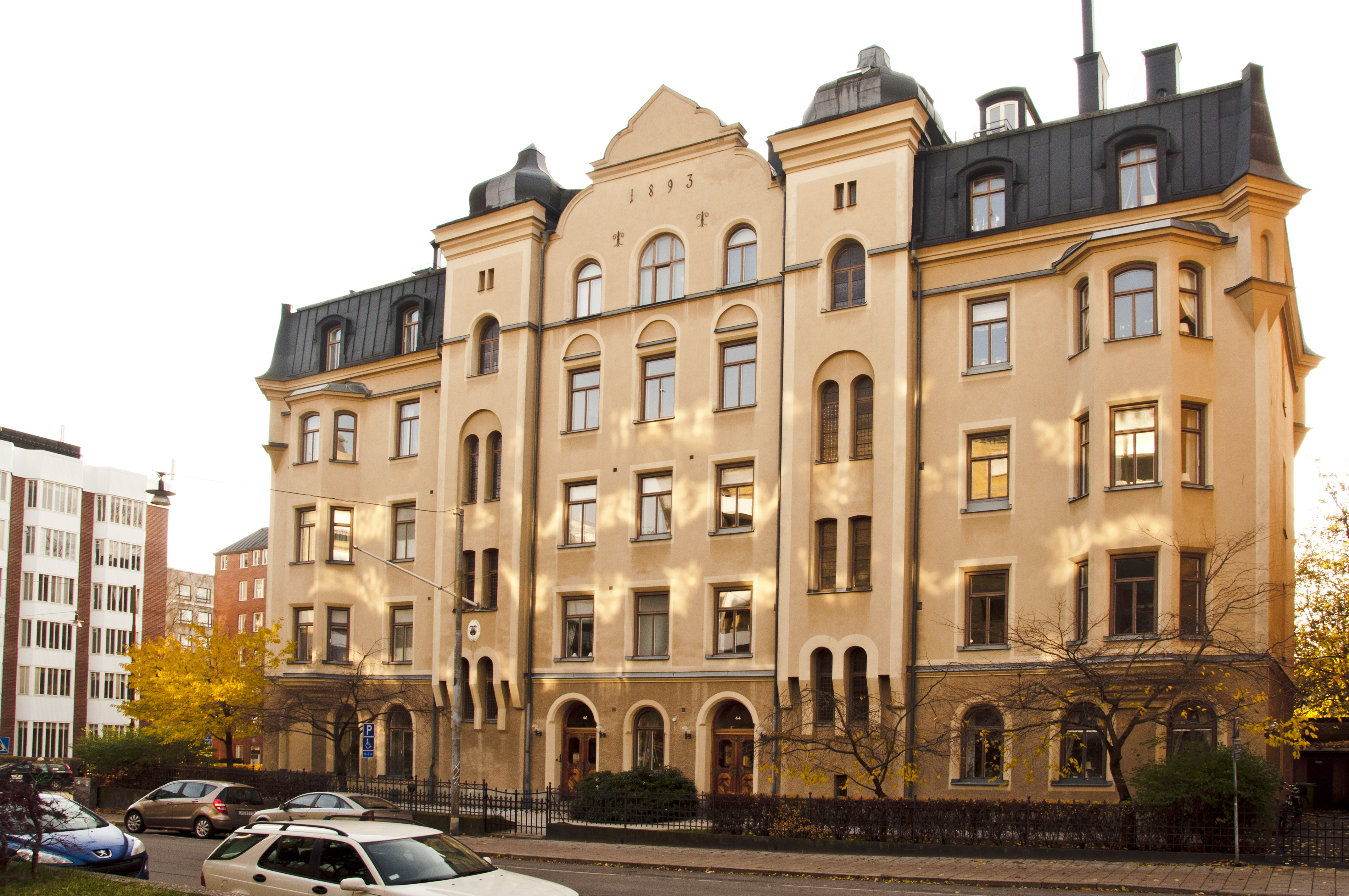
스톡홀름 주재 콜롬비아 대사관

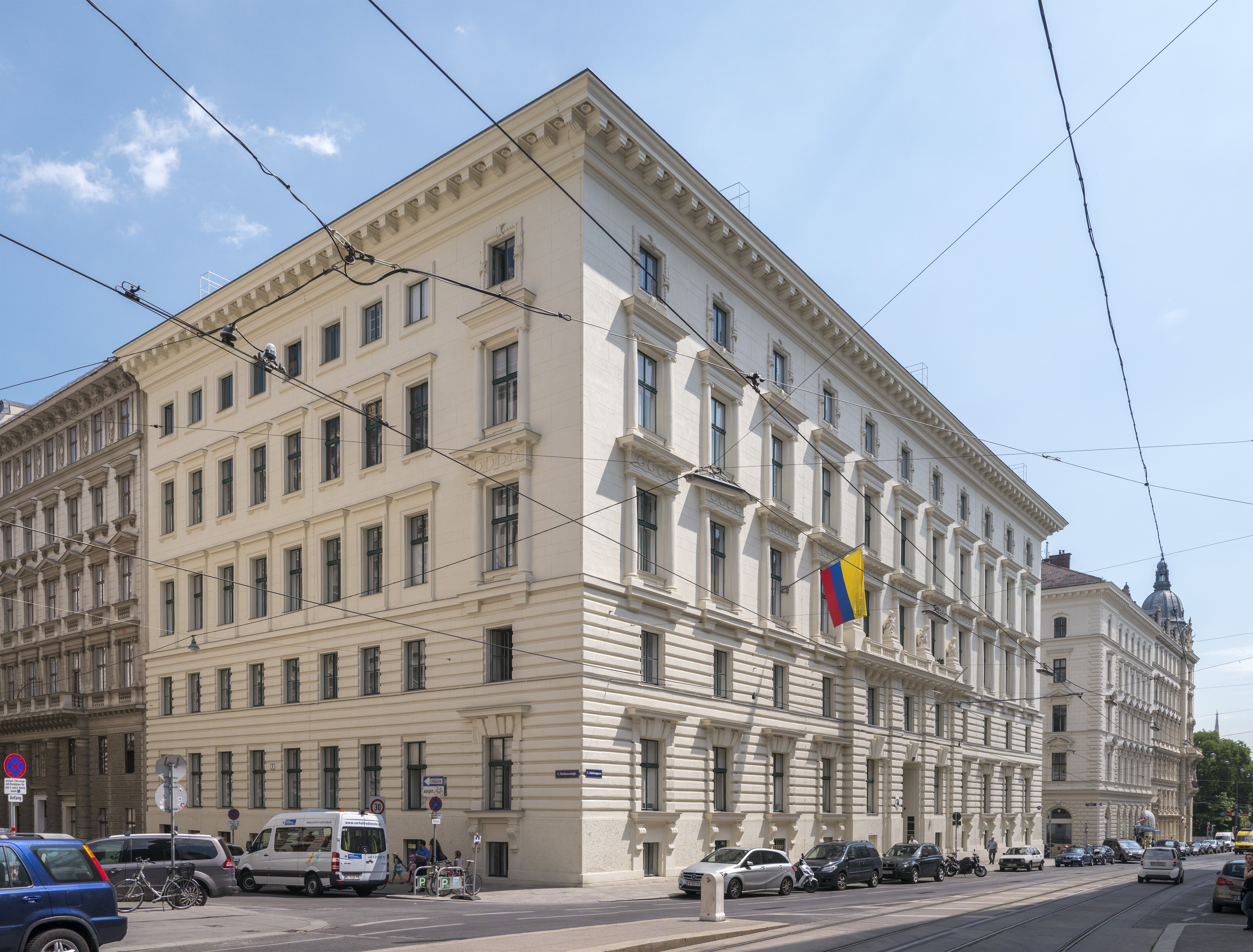
빈 주재 콜롬비아 대사관

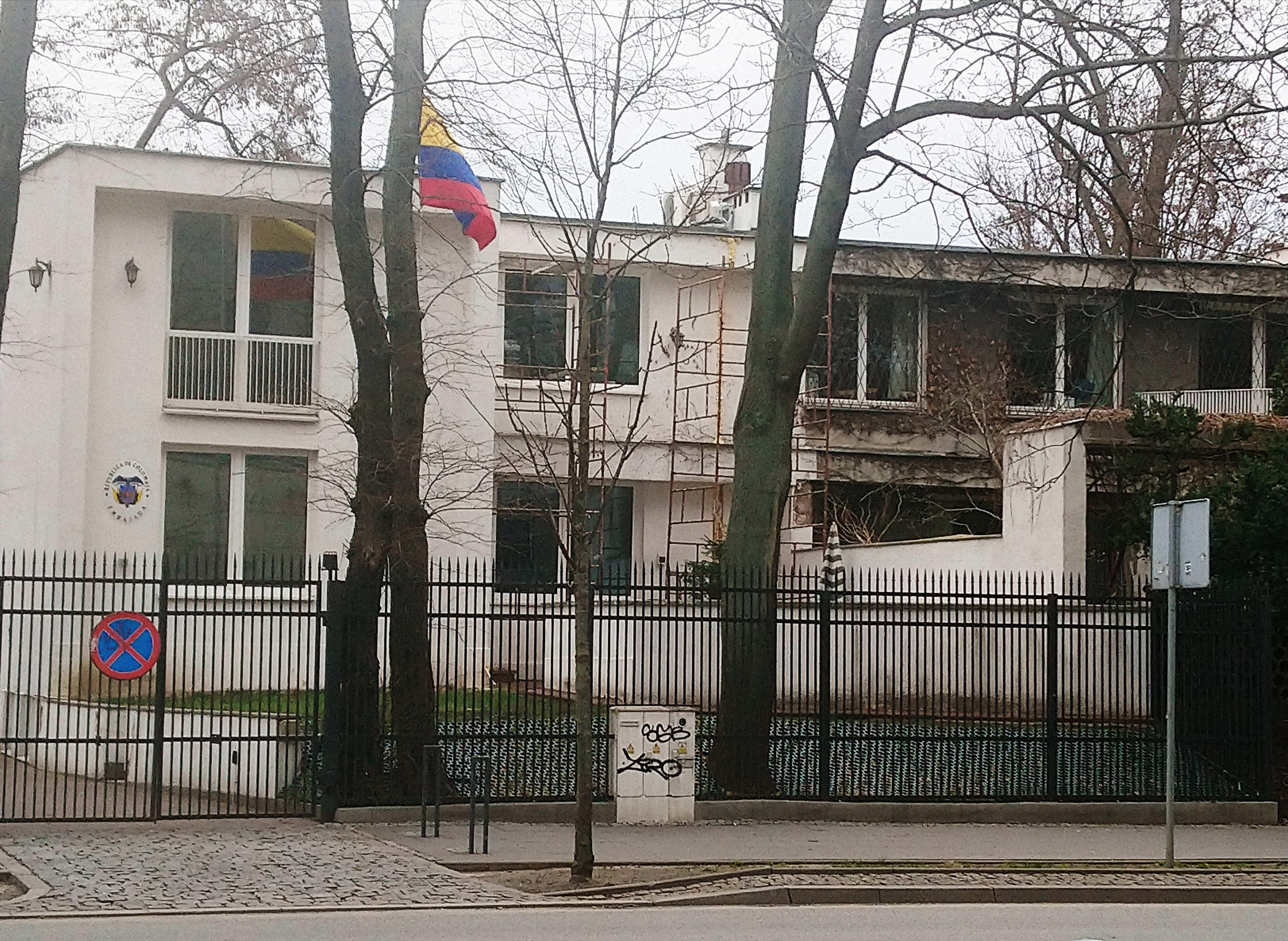
바르샤바 주재 콜롬비아 대사관

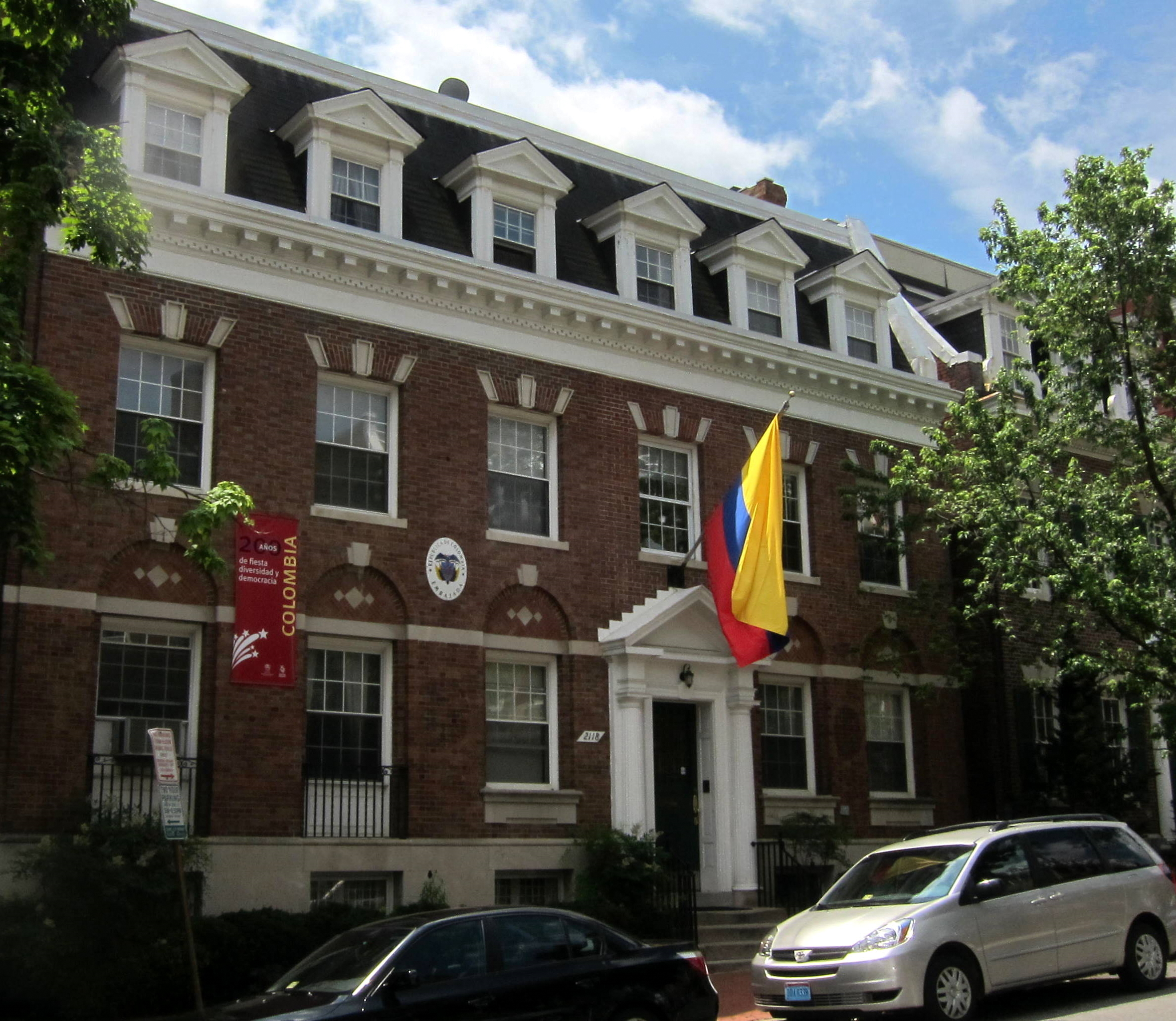
워싱턴 D.C. 주재 콜롬비아 대사관

콜롬비아의 재외공관 목록은 콜롬비아 주재 대사관을 각국에 상주시켜 놓는 것을 의미하며 콜롬비아의 재외공관을 나열한 목록이다.

## 아프리카
- 알제리
  - 알제 (대사관)
- 이집트
  - 카이로 (대사관)
- 가나
  - 아크라 (대사관)
- 케냐
  - 나이로비 (대사관)
- 모로코
  - 라바트 (대사관)
- 남아프리카 공화국
  - 프리토리아 (대사관)

## 아메리카
- 아르헨티나
  - 부에노스아이레스 (대사관)
- 볼리비아
  - 라파스 (대사관)
- 브라질
  - 브라질리아 (대사관)
  - 마나우스 (총영사관)
  - 상파울루 (총영사관)
  - 타바칭가 (영사관)
- 캐나다
  - 오타와 (대사관)
  - 캘거리 (총영사관)
  - 몬트리올 (총영사관)
  - 토론토 (총영사관)
  - 밴쿠버 (총영사관)
- 칠레
  - 산티아고 (대사관)
  - 안토파가스타 (총영사관)
- 코스타리카
  - 산호세 (대사관)
- 쿠바
  - 아바나 (대사관)
- 도미니카 공화국
  - 산토도밍고 (대사관)
- 에콰도르
  - 키토 (대사관)
  - 과야킬 (영사관)
  - 에스메랄다스 (영사관)
  - 누에바로하 (영사관)
  - 산토도밍고데로스콜로라도스 (영사관)
  - 툴칸 (영사관)
- 엘살바도르
  - 산살바도르 (대사관)
- 과테말라
  - 과테말라 시 (대사관)
- 온두라스
  - 테구시갈파 (대사관)
- 자메이카
  - 킹스턴 (대사관)
- 멕시코
  - 멕시코시티 (대사관)
- 니카라과
  - 마나과 (대사관)
- 파나마
  - 파나마시티 (대사관)
  - 콜론 (영사관)
  - 푸에르토오발디아 (영사관)
- 파라과이
  - 아순시온 (대사관)
- 페루
  - 리마 (대사관)
  - 이키토스 (영사관)
- 트리니다드 토바고
  - 포트오브스페인 (대사관)
- 미국
  - 워싱턴 D.C. (대사관)
  - 애틀랜타 (총영사관)
  - 보스턴 (총영사관)
  - 시카고 (총영사관)
  - 휴스턴 (총영사관)
  - 로스앤젤레스 (총영사관)
  - 마이애미 (총영사관)
  - 뉴어크 (총영사관)
  - 뉴욕 (총영사관)
  - 올랜도 (총영사관)
  - 샌프란시스코 (총영사관)
  - 산후안 (총영사관)
- 우루과이
  - 몬테비데오 (대사관)
- 베네수엘라
  - 카라카스 (대사관)
  - 마라카이보 (총영사관)
  - 발렌시아 (총영사관)
  - 아푸레 (영사관)
  - 바리나스 (영사관)
  - 바르키시메토 (영사관)
  - 마치케스 (영사관)
  - 메리다 (영사관)
  - 푸에르토아야쿠초 (영사관)
  - 푸에르토라크루스 (영사관)
  - 푸에르토오르다스 (영사관)
  - 산안토니오델타치라 (영사관)
  - 산카를로스데술리아 (영사관)
  - 산크리스토발 (영사관)
  - 산페르난도데아타바포 (영사관)

## 아시아
- 아제르바이잔
  - 바쿠 (대사관)
- 중화인민공화국
  - 베이징시 (대사관)
  - 광저우시 (총영사관)
  - 홍콩 (총영사관)
  - 상하이시 (총영사관)
- 인도
  - 뉴델리 (대사관)
- 인도네시아
  - 자카르타 (대사관)
- 이스라엘
  - 텔아비브 (대사관)
- 일본
  - 도쿄도 (대사관)
- 대한민국
  - 서울특별시 (대사관)
- 레바논
  - 베이루트 (대사관)
- 말레이시아
  - 쿠알라룸푸르 (대사관)
- 싱가포르
  - 싱가포르 (대사관)
- 태국
  - 방콕 (대사관)
- 튀르키예
  - 앙카라 (대사관)
- 아랍에미리트
  - 아부다비 (대사관)
- 베트남
  - 하노이 (대사관)

## 유럽
- 오스트리아
  - 빈 (대사관)
- 벨기에
  - 브뤼셀 (대사관)
- 핀란드
  - 헬싱키 (대사관)
- 프랑스
  - 파리 (대사관)
- 독일
  - 베를린 (대사관)
  - 프랑크푸르트암마인 (총영사관)
- 그리스
  - 아테네 (대사관)
- 바티칸 시국
  - 로마 (대사관)
- 이탈리아
  - 로마 (대사관)
  - 밀라노 (총영사관)
- 네덜란드
  - 헤이그 (대사관)
  - 암스테르담 (총영사관)
  - 오라녜스타트 (총영사관)
  - 빌렘스타트 (영사관)
- 노르웨이
  - 오슬로 (대사관)
- 폴란드
  - 바르샤바 (대사관)
- 포르투갈
  - 리스본 (대사관)
- 러시아
  - 모스크바 (대사관)
- 스페인
  - 마드리드 (대사관)
  - 바르셀로나 (총영사관)
  - 빌바오 (총영사관)
  - 라스팔마스 (총영사관)
  - 팔마데마요르카 (총영사관)
  - 세비야 (총영사관)
  - 발렌시아 (총영사관)
- 스웨덴
  - 스톡홀름 (대사관)
- 스위스
  - 베른 (대사관)
- 영국
  - 런던 (대사관)

## 오세아니아
- 오스트레일리아
  - 캔버라 (대사관)
  - 시드니 (총영사관)
- 뉴질랜드
  - 오클랜드 (총영사관)

## 대표부
- EU 콜롬비아 정부 대표부 : 브뤼셀
- UN 콜롬비아 정부 대표부 : 뉴욕, 제네바, 나이로비
- UNESCO 콜롬비아 정부 대표부 : 파리
- FAO 콜롬비아 정부 대표부 : 로마
- MERCOSUR, ALADI 콜롬비아 정부 대표부 : 몬테비데오
- 미주 기구 콜롬비아 정부 대표부 : 워싱턴 D.C.